# 楊枝秀基
楊枝秀基（ようじ　ひでき、1973年8月6日 - ）は兵庫県神戸市出身の、日本のスポーツライター。

## 経歴
兵庫県立星陵高校から関西学院大学に進学し1998年に卒業。デイリースポーツに入社。巨人・西武・ヤクルト・近鉄・阪神・オリックスとプロ野球担当記者として活動し、2013年に同社を退社。
フリーランスのスポーツライターとして東京スポーツと契約。不定期連載「ワッショイ!!スポーツ見聞録」を執筆する。
所属事務所は東京に本拠を置くアーティストリレーションズで、事務所の後輩には神戸市出身の女性ユニットKOBerrieS♪が在籍する。11月8日にはフォレスト２５４５新書から『阪神タイガースのすべらない話』を出版。
2014年4月2日には神戸市・三宮エリアにスポーツバー&ダイニング「42」を開業した。
血液型はO型。趣味はゴルフ。好きな食べ物は寿司（特にサーモン）。